# Brunettia robusta
Brunettia robusta és una espècie d'insecte dípter pertanyent a la família dels psicòdids que es troba a Austràlia: Queensland.